# Cosmophasis quadricincta
Cosmophasis quadricincta är en spindelart som först beskrevs av Simon 1885.  Cosmophasis quadricincta ingår i släktet Cosmophasis och familjen hoppspindlar. Inga underarter finns listade i Catalogue of Life.